# Demetrio Triclinio
Demetrio Triclinio (en griego: Δημήτριος Τρικλίνιος; c. 1283 - c. 1340), nativo de Salónica, fue un erudito bizantino que corrigió y analizó la estructura métrica de muchos textos de la Antigua Grecia, particularmente los de Esquilo, Sófocles y Euripides, los trágicos griegos clásicos.
A menudo se lo compara favorablemente con dos comentaristas contemporáneos, Tomás Magistros y Manuel Moscópulo, y también poseía conocimientos de astronomía. Para T. Janz:

Probablemente fue el más grande filólogo bizantino de este (o de cualquier otro) período, habiendo sido el primer erudito desde la antigüedad en conocer con cierta profundidad las métricas de la poesía griega antigua y, en muchos sentidos, fue también un precursor de la metodología filológica moderna.

Resulta así ser un precursor de la moderna crítica textual. También aportó un nuevo método para tratar los escolios de autores anteriores, añadiendo glosas y reduciendo las notas eruditas no pertinentes directamente al texto.

## Biografía
Demetrio Triclinio enseñó durante mucho tiempo en Salónica, como Tomás Magistros, de quien sin duda fue discípulo. También colaboró con Máximo Planudes en Constantinopla y fue durante un tiempo miembro de su equipo de copistas. La mayor parte de su obra fue filológica: restablecer el texto primitivo no corrupto de los poetas clásicos griegos mediante ediciones comentadas y anotadas que superaban el habitual fragmentarismo. Para ello tuvo a veces que "recomponer" prácticamente los corpora sumamente estragados de los tragediógrafos griegos. Sus ediciones fueron principalmente de Hesíodo, Píndaro, Esquilo, Sófocles y en especial Eurípides, del que rescató nueve piezas. Igualmente editó al cómico Aristófanes, al poeta bucólico Teócrito y al fabulista Babrio.
Se distinguió entre los editores de la época por su constante preocupación por reunir la obra completa de cada autor, recolectando fragmentos y citas de autores y situándolos en el contexto de la obra a la que pertenecían. El filólogo alemán Ulrich von Wilamowitz-Moellendorff llamó a Triclinio "el primer editor crítico moderno de los trágicos griegos".
También fue un pionero en su intento de corregir los textos poéticos legados por la tradición recurriendo al estudio de la métrica griega antigua, que comprendía y dominaba, a diferencia de la gran mayoría de los estudiosos bizantinos de siglos anteriores que en sus ediciones pudieron haber provocado por ello una corrupción en la transmisión de los textos. Desafortunadamente, Triclinio no tuvo realmente acceso a la parte principal de los filólogos antiguos especializados en esta materia (Aristófanes de Bizancio, Aristarco de Samotracia y sus discípulos), por lo que tuvo que limitarse al breve resumen que ofrecía el tardío Manual de métricas de Hefestión de Alejandría, aunque también pudo consultar los escolios métricos de Heliodoro que acompañaban a ciertas comedias de Aristófanes. Sin embargo, a pesar de su notable dominio del tema comparado con sus contemporáneos, las correcciones que propone basadas en la escansión de los versos (especialmente en las partes corales de las obras de teatro) han sido a menudo rechazadas por los filólogos modernos.

## Ediciones
Entre 1316 y 1319 produjo una edición manuscrita completa de las obras de Hesíodo. En 1320 terminó su edición de Píndaro, en la que a cada oda precede un estudio sobre su métrica. En cuanto a Esquilo, Triclinio reconstruyó todo el texto de Agamenón y Las Euménides recogiendo textos fragmentarios. Editó cinco de las siete tragedias conservadas, salvo Las suplicantes y Las coéforas, en un manuscrito final autógrafo fechado alrededor de 1330. Redescubrió nueve de las diecinueve piezas de Eurípides, las cuales devolvió a la circulación (Helena, Electra, Heracles enloquecido, Los Heráclidas, Las Suplicantes, Ifigenia en Áulide, Ifigenia en Táuride, Ion y El Cíclope) y, por otro lado, solo sus ediciones han transmitido el texto de Las bacantes. La primera edición completa data de 1317 y contiene también seis tragedias de Sófocles; la séptima conservada, Edipo en Colona, tras haber sido añadida por Triclinio en una edición posterior, ha sido recuperada por manuscritos del siglo XV y fue la principal fuente para las primeras ediciones impresas de este autor. Su edición final de Eurípides se encuentra en un manuscrito autógrafo.
El último manuscrito tricliniano de Aristófanes comprende ocho de las once piezas conservadas; perteneció a Guarino Veronese e incluye textos de Triclinio sobre métrica; la edición escolar tradicional se limitaba a Las nubes, Las ranas y el Plutón. La misma recensión tricliniana se utilizó para la primera edición impresa de Aristófanes, la de Aldo Manuzio (Venecia, 1498), en nueve partes con los escolios de Triclinio. Para Teócrito, Triclinio ofreció la edición más completa: 27 Idilios.
A diferencia de Planudes, Triclinio apenas se interesó por los textos científicos, si bien intervino en la edición planudeana de la Geografía de Claudio Ptolomeo y escribió un texto en astronomía sobre los movimientos de la Luna.